# 트러블 러브
《트러블 러브》(영어: The Wendell Baker Story)는 미국과 독일에서 제작된 2005년 코미디 영화이다. 앤드루 윌슨과 루크 윌슨이 공동 연출하였으며, 두 사람의 연출 데뷔작이다. 루크 윌슨, 에바 멘데스, 오언 윌슨, 해리 딘 스탠턴, 크리스 크리스토퍼슨, 시모어 커셀, 에디 그리핀, 윌 페럴 등이 출연하였고, 데이비드 L. 부셸 등이 제작에 참여하였다.

## 출연
- 루크 윌슨
- 에바 멘데스
- 하코브 바르가스
- 오언 윌슨
- 해리 딘 스탠턴
- 크리스 크리스토퍼슨
- 시모어 커셀
- 에디 그리핀
- 윌 페럴
- 맥 데이비스

## 기타 제작진
- 협력 제작: 울프갱 섐버그
- 배역: 조 에드나 볼딘
- 미술: 데이비드 J. 봄바
- 세트: 칼라 커리
- 제작 관리: 필 아이즌, 수전 커, 조엘 T. 패슈비
- 조감독: 마코 런더너